# Неманья Іванович
Неманья Іванович (серб. Nemanja Ivanović, нар. 14 травня 1997, Белград, СР Югославія) — сербський футболіст, нападник клубу «Златибор» (Чаєтина).

## Клубна кар'єра
Народився в Белграді, вихованець столичної «Црвени Звезди». У 2015 році підписав контракт з «Ягодиною», але не зіграв в складі клубу жодного офіційного матчу. На початку 2016 року перейшов до «Синджелича». Дебютував у футболці белградського клубу 5 березня 2016 року в переможному (1:0) домашньому поєдинку 16-о туру Першої ліги проти «Доні Срем». Неманья вийшов на поле в стартовому складі, на 16-й хвилині відзначився єдиним голом у поєдинку, а на 50-й хвилині його замінив Павле Радунович. У складі «Синджелича» зіграв 80 матчів, в яких відзначився 20-а голами та однією гольовою передачею.
15 січня 2019 року підписав 2-річний контракт з луганською «Зорею». У новій команді обрав собі 8-й ігровий номер. У весняній частині сезону 2018/19 зіграв лише 6 неповних матчів, після чого у наступному на поле не виходив і влітку 2020 року перейшов до складу дебютанта вищого дивізіону Сербії «Златибора» (Чаєтина).

## Кар'єра в збірній
Викликався до юнацької збірної Сербії U-17, за яку зіграв 3 матчі.